# Kolajna poglavnika Ante Pavelića za hrabrost
Kolajna poglavnika Ante Pavelića za hrabrost osnovana je kao "vidljiv znak odlikovanja za djela osobne hrabrosti u borbi". Poglavnik NDH odlikovao je ovom kolajnom časnike, dočasnike i vojnike Hrvatskih oružanih snaga, koji su pokazali osobnu hrabrost u borbi. Dokaze o iskazanoj hrabrosti moralo je ispitati posebno vojničko povjerenstvo. Kolajnu su mogli dobiti i pripadnici stranih oružanih sila, koje su se borili zajedno s hrvatskim postrojbama. Kolajna za hrabrost ima četiri stupnja. Kolajna je ustanovljena zakonskom odredbom od 27. prosinca 1941. godine. Ovom je kolajnom poglavnik odlikovao časnike, dočasnike i domobrane, odnosno ustaše hrvatskih oružanih snaga, koji su pokazali osobnu hrabrost u borbi.
Zlatna kolajna za hrabrost nosila se na neobično složenoj vrpci koja je visjela iz drugog zapučka odozgo. Nositelji Zlatne kolajne za hrabtost imali su pravo na naslov "Vitez". Zlatnu kolajnu poglavnika Ante Pavelića za hrabrost dobilo je tijekom rata samo sedam osoba, od toga šest posmrtno. Samo je oružni vodnik Marijan Banovac doživio dodjelu kolajne. 
Ostali koji su dobili su ustaški satnik Mijo Babić, ustaški pukovnik Jure Francetić, pješački bojnik Juraj Bobinac, ustaški bojnik Krunoslav Devčić, zrakoplovni natporučnik
Cvitan Galić i general Eduard pl. Bunić Bona. Dvije zlatne kolajne podijeljene su zastavama hrvatskih postrojbi: Bojne branitelja Kladnja i 369. Pojačane hrvatske pješačke pukovnije.
Velika srebrna kolajna za hrabrsot nosila se na trokutastoj vrpci na lijevoj strani grudi.
Hrvatski državljani - nositelji Zlatne i Velike srebrne kolajne za hrabrost dobivali su mjesečni doplatak. 4. rujna 1936. Odredba o doplatcima nosilaca zlatnih i velikih srebrnih kolajna za hrabrost donosi da doplatak mogu dobiti samo hrvatski državljani i zastave odlikovane ovim kolajnama za hrabrost. Mjesečni doplatak je 5.000 kuna za zlatnu kolajnu i 500 kuna za veliku srebrnu kolajnu. Poslije smrti nositelja ovih kolajna, doplatak su dobivali njegovi nasljednici. Doplatci su poslije povišeni zbog inflacije.
Postojale su još Mala srebrna i Brončana kolajna poglavnika Ante Pavelića za hrabrost, koje su se masovno dodjeljivale.
Autor ovog odlikovanja je poznati hrvatski kipar i medaljoner Ivo Kerdić. Iskovane su medaljerskoj radionici Teodora Krivaka.
Lice kolajne bilo je s likom poglavnika Ante Pavelića ulijevo, uokolo uz rub natpis: POGLAVNIK ANTE PAVELIĆ. U sredini naličja bio je ustaški grb - veliko slovo U, s gorućom bombom i hrvatskim grbom na njoj. Iznad grba je pisalo geslo: ZA DOM SPREMNI, a ispod grba natpis: ZA HRABROST, izveden većim slovima od natpisa gesla. Lijevo i desno od slova U godina: 19/41. Lijevo i desno od plamena goruće bombe stajao je nadnevak: 10/IV. Uz rub kolajne je okvir od tropleta ornamenta.